# جلبي إسماعيل باشا
جلبي إسماعيل باشا ‏ ( - 1702 ) سياسي عثماني شغل منصب والي مصر منذ 1695 حتى 1697.